# Fiord de Vefsn
El fiord de Vefsn (o Vefsnfjord en noruec) és un fiord del comtat de Nordland, Noruega. Fa aproximadament 51 quilòmetres de llarg, aconseguint una profunditat màxima d'uns 440 metres. El fiord flueix a través dels municipis d'Alstahaug, Leirfjord i Vefsn.
El fiord comença a la localitat de Tjøtta, al sud de l'illa d'Alsten i travessa Leirfjord abans de girar cap al sud a mesura que avança cap a l'interior per Mosjøen. La part exterior del fiord també es diu Sørfjord.
Diversos grans rius desemboquen al Vefsnfjord, incloent el Vefsna, el Fusta i Drevja. Els tres dels rius són tradicionalment excel·lents rius de pesca de salmó, tot i que ja han estat infectats per un paràsit del salmó.
Una nau de presoners alemanya va ser enfonsada aquí per aeronaus britàniques durant la Segona Guerra Mundial, amb gran nombre de víctimes. Un monument situat en una illa propera els recorda.